# Paulo Mendes da Rocha
Paulo Mendes da Rocha (Vitória, 1928. október 25. – São Paulo, 2021. május 23.) brazil építész.
Pályáját az 1950-es években kezdte, és tagja volt az akkori São Paulo-i, brutalista építészetet művelő csoportnak. Munkái változatosak, magánházaktól és lakóegyüttesektől, múzeumok át, templomig, és várostervekig terjednek. Számos egyetemen oktatott Brazíliában és Európában. 2006-ban Pritzker-díjat kapott, 2016-ban pedig a Velencei Építészeti Biennálé Arany Oroszlán díját érdemelte ki.

## Képtár

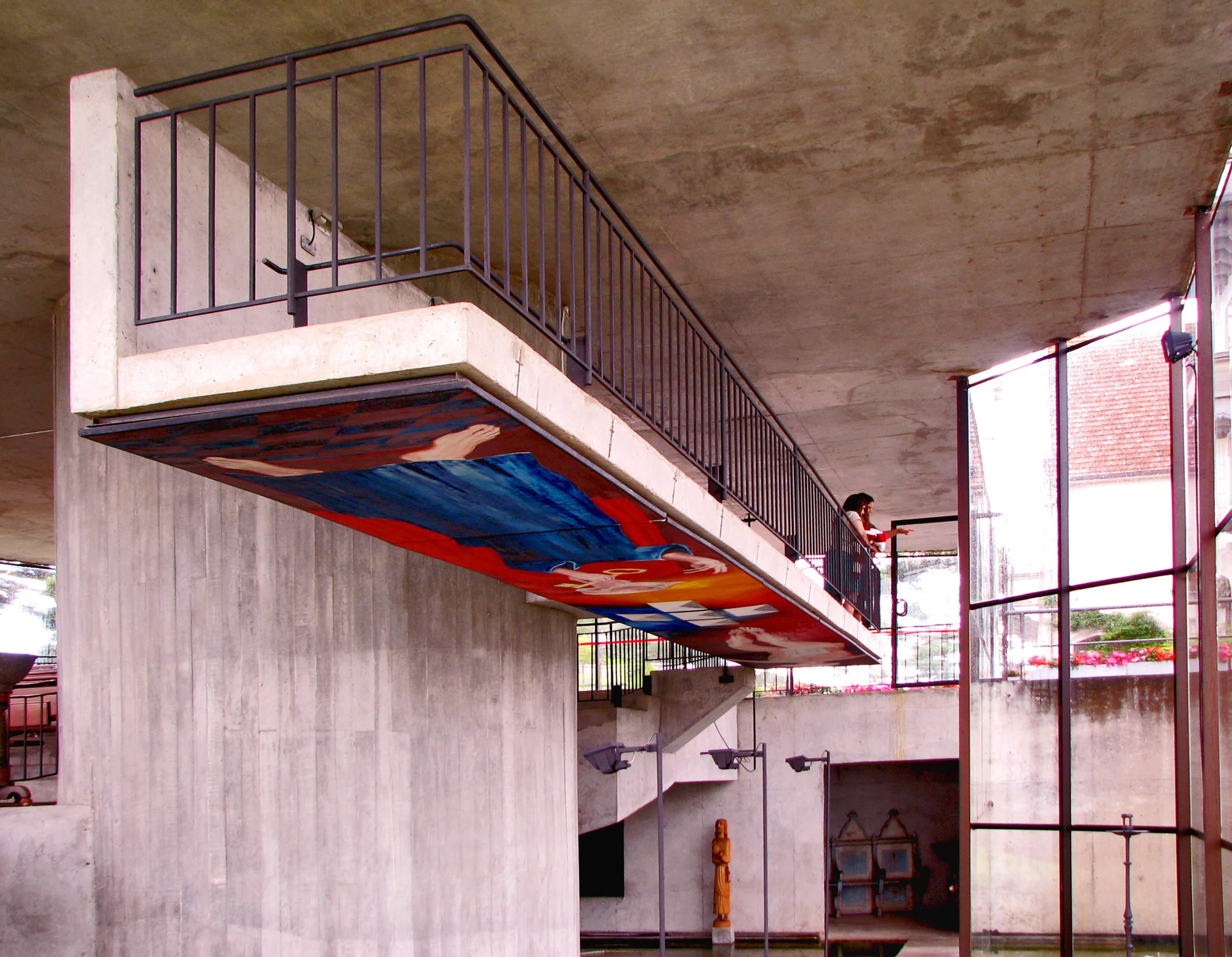
Szt. Péter kápolna, São Paulo
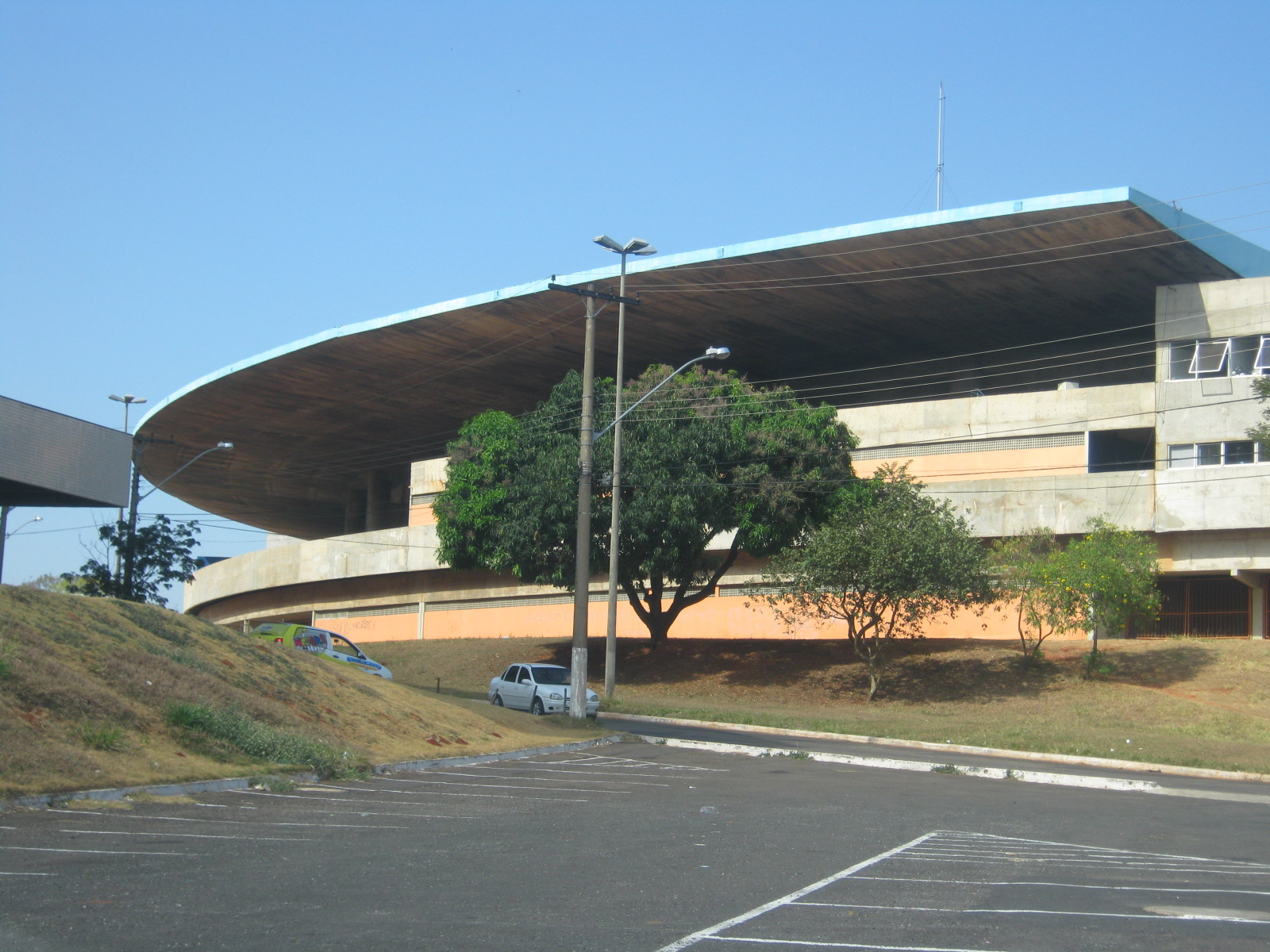
Serra Dourada stadion, Goiânia, Goiás, Brazília
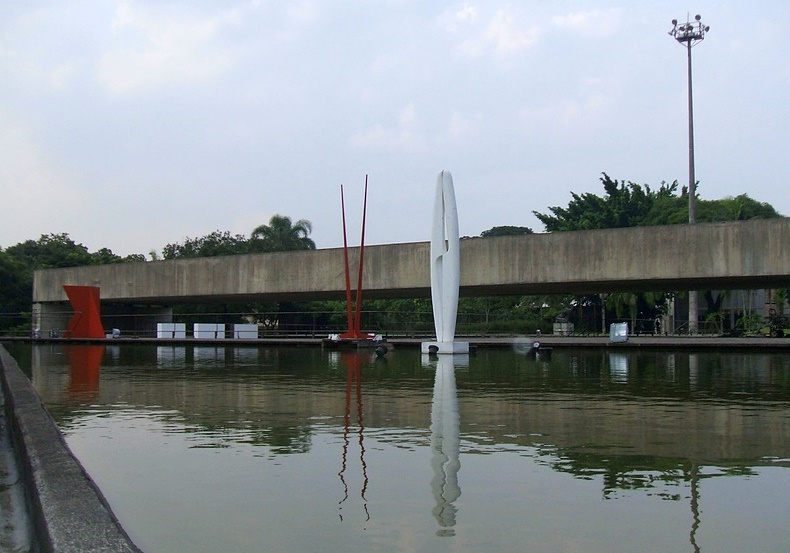
Brazil Szobor Múzeum, São Paulo
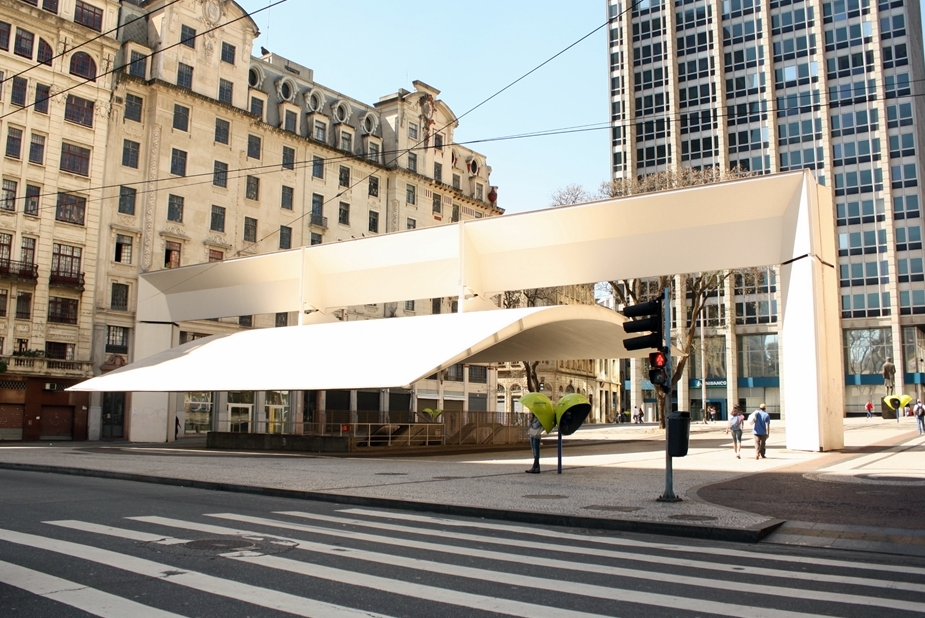
Praça do Patriarca, São Paulo